# John Moisant
John Bevins Moisant (25 de abril de 1868 - 31 de diciembre de 1910), conocido como el "Rey de los Aviadores", fue un aviador estadounidense, ingeniero aeronáutico, instructor de vuelo, empresario, y revolucionario. Como piloto, fue el primero en realizar vuelos de pasajeros sobre una ciudad (París), así como a través del Canal de la Mancha, de París a Londres. También cofundó un prominente equipo de acrobacias, el Moisant International Aviators.
Moisant financió su carrera en la aviación con las ganancias procedentes de sus aventuras empresariales en El Salvador, donde  lideró dos fallidas revoluciones e intentos de golpe de Estado contra el presidente Figueroa en 1907 y 1909.
Solo unos meses después de convertirse en piloto instructor, Moisant murió al salir expulsado de su avión sobre un campo justo al oeste de Nueva Orleans, Luisiana, donde se preparaba para competir en la Copa Michelin, en 1910.

## Primeros años

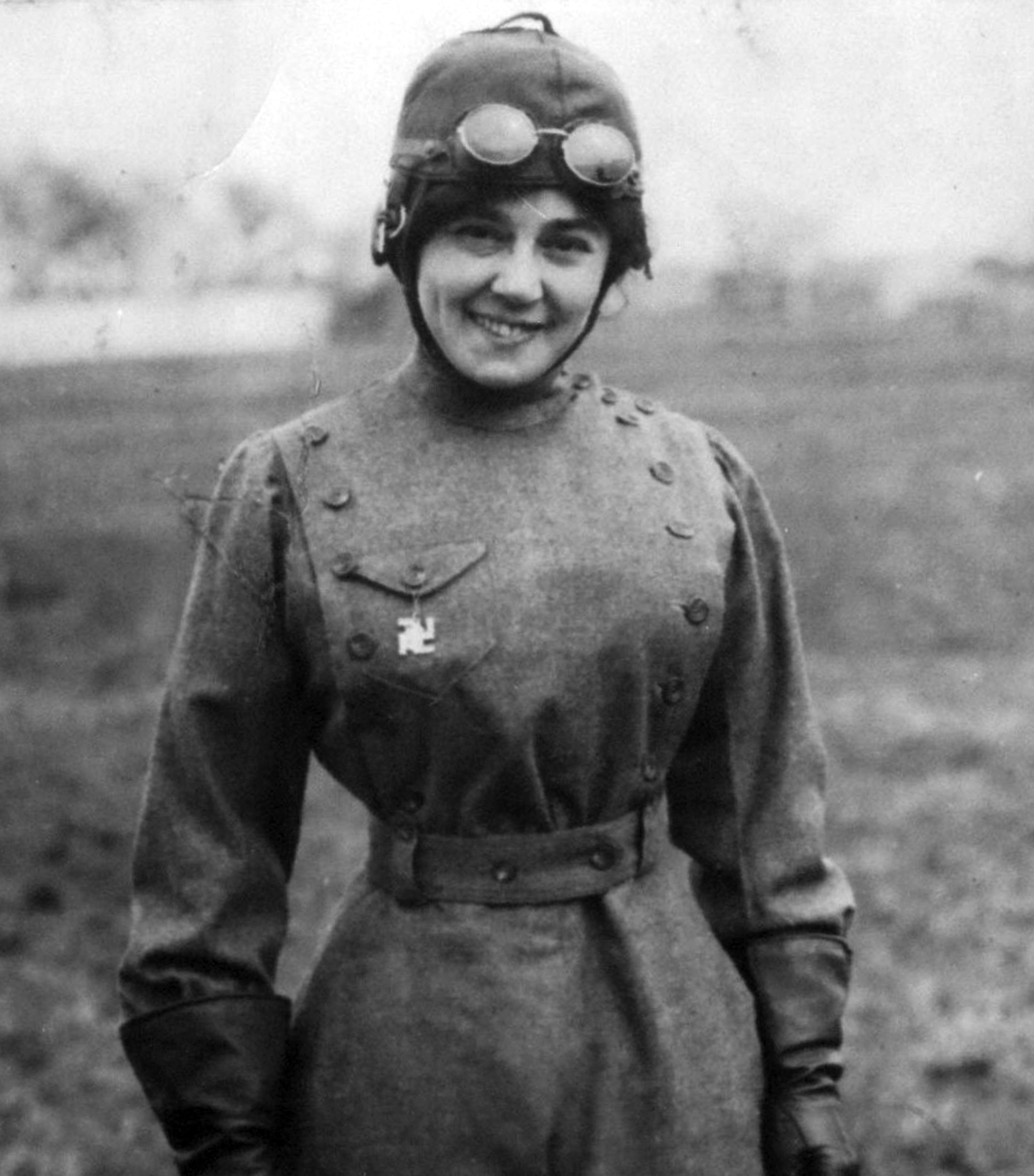
Su hermana Matilde Moisant, en 1911. Luce un colgante de buena suerte en forma de esvástica, antiguo símbolo solar que después será adoptado por el régimen nazi, adquiriendo mala fama.

Nació en L'Erable, Illinois del matrimonio formado por Medore Moisant (1839-?) y Josephine Fortier (1841–1901). Ambos padres eran inmigrantes canadienses de origen francés. Sus hermanos eran: George Moisant (1866–1927); Ann Marguerite Moisant (1877–1957); Matilde Moisant (1878–1964) que fue la segunda mujer estadounidense en recibir la licencia de piloto; Alfred J. Moisant (c1862-1929); Louisa Josephine Moisant (1882–1957); y posiblemente Eunice Moisant (1890-?) que nació en Illinois. Alfred y Matilde eran también aviadores.
En 1880 la familia vivía en Manteno, Illinois y Moisant padre trabajaba como granjero. A mediados de la década de 1880, la familia se mudó a San Francisco, California.

## El Salvador
Él y sus dos hermanos mayores se trasladaron a El Salvador en 1896 y compraron plantaciones de caña de azúcar que generaron sustanciosos ingresos a la familia. En 1909, José Santos Zelaya, presidente de Nicaragua le pidió a John que fuera a Francia a investigar sobre los aviones.

## Carrera en la aviación

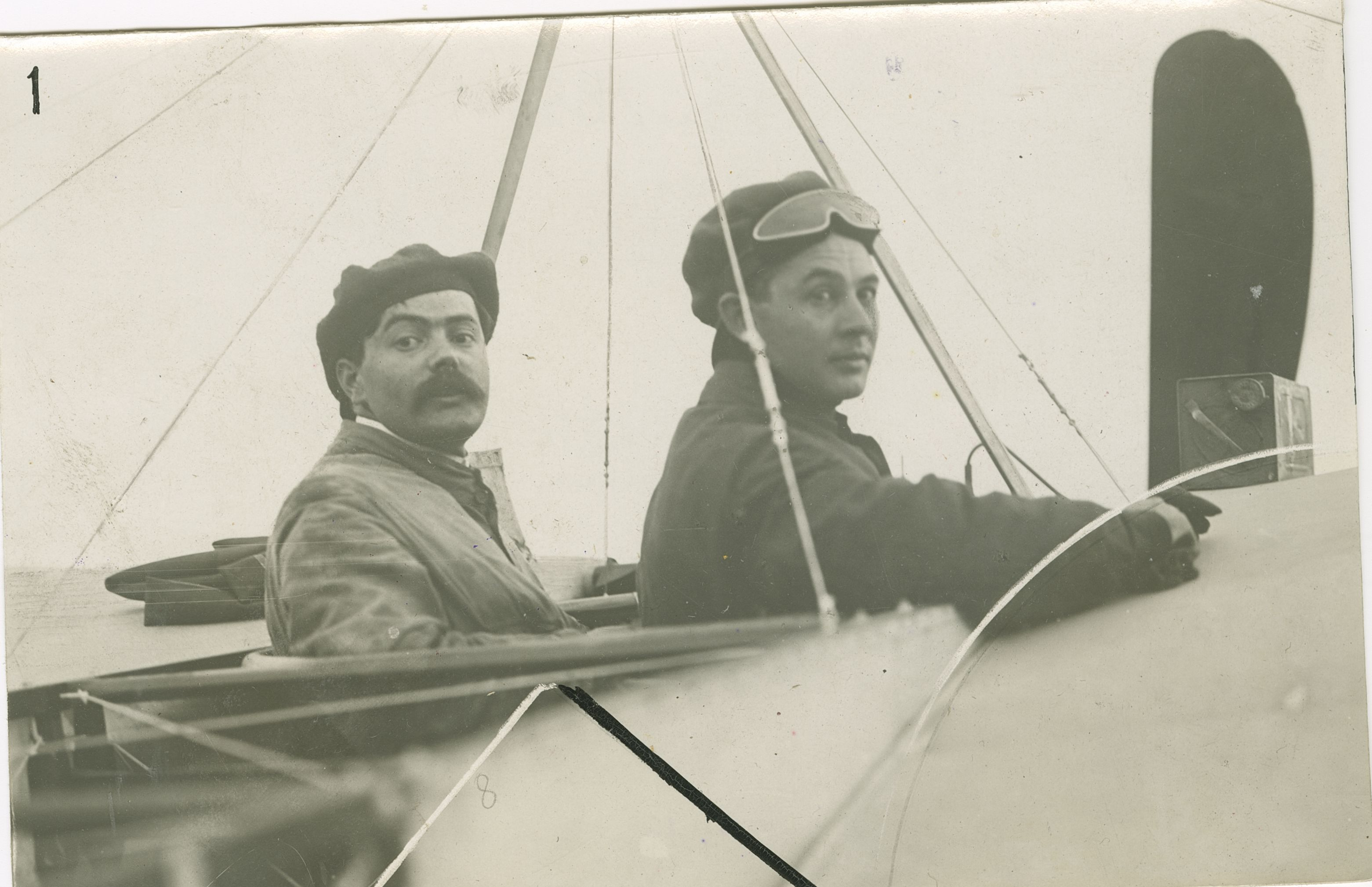
John Moisant en 1905.

John Moisant entró en el campo de la aviación en 1909 como pasatiempo después de asistir a la exhibición aérea de la Grande Semaine d'Aviation de la Champagne en Reims, Francia en agosto de 1909. Diseñó y construyó dos aeronaves entre agosto de 1909 y 1910, antes de convertirse en piloto oficialmente autorizado. El primero fue el Moisant Biplane, también conocido como "L'Ecrevisse", el cual construyó en Issy-les-Moulineaux, París, Francia.  Esta aeronave experimental se construyó enteramente en aluminio y acero por trabajadores de Clément-Bayard contratados por Moisant. Fue el primer avión completamente de metal del mundo. Fue completado en febrero de 1910; el vuelo inaugural del biplano Moisant, y primer vuelo de Moisant, resultaron en un accidente después de ascender solo 90 pies con tiempo de vuelo limitado.
El segundo proyecto de Moisant, empezado en enero de 1910, tuvo como resultado el Moisant Monoplane, también conocido como "Le Corbeau", el cual fue parcialmente construido a partir de los restos de L'Ecrevisse. El diseño alternativo tenía dificultades para mantener la posición vertical en el suelo y nunca fue volado.

### Formación en Francia
En la primavera de 1910, Moisant tomó cuatro clases de vuelo en la Escuela Blériot, dirigida por Louis Blériot, en Pau, Pirineos Atlánticos, Francia, empezando su corta pero destacada carrera de vuelo. Más tarde, Moisant obtuvo la licencia de piloto del Aéro-Club de France, la cual  transfirió al Aero Club of América convirtiéndose en el decimotercer piloto registrado en los Estados Unidos.

### Aviación y vuelos significativos

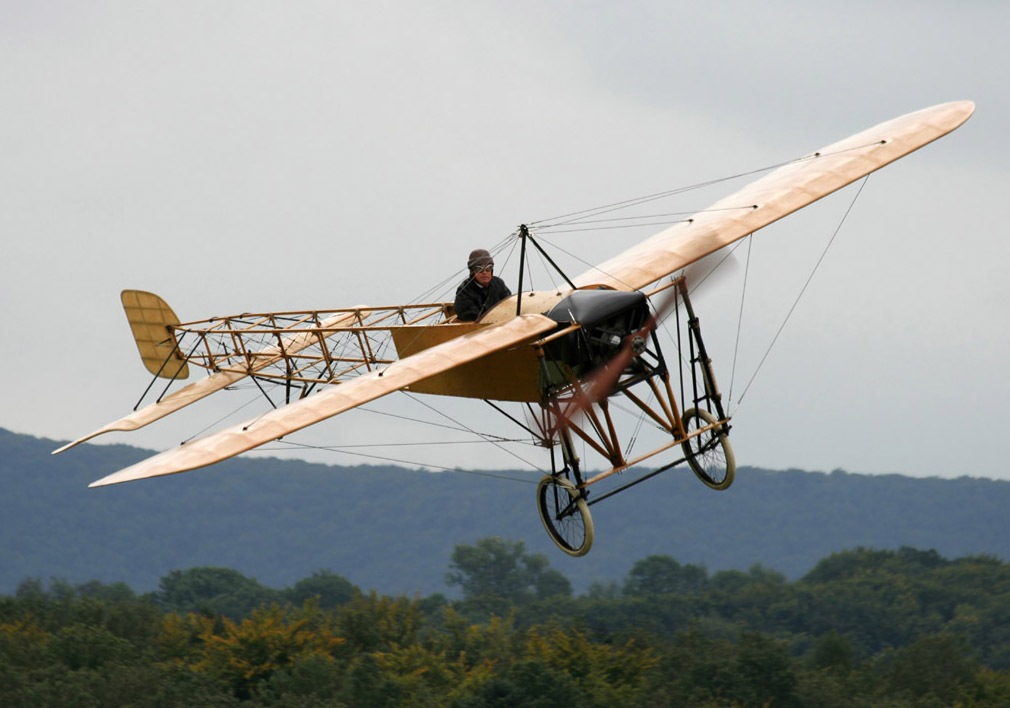
Una recreación moderna de un Blériot XI, el avión francés de John Moisant.

El 9 de agosto de 1910, Moisant realizó su tercer vuelo como piloto en su recientemente adquirido Blériot XI desde Étampes a Issy-les-Moulineaux sobre París, aterrizando la aeronave en la línea de salida del Circuit de l'Est para carreras contrarreloj. A Moisant lo acompañaba como pasajero en el vuelo su mecánico, haciendo así el primer vuelo del mundo con pasajeros sobre una ciudad. En ese momento Moisant era todavía considerado un piloto novato y le había sido negada la entrada a las competiciones del Circuit de l'Est del Aéro-Club de Francia. El mismo día, repitió la actuación, volando otra vez sobre París con Roland Garros, futuro miembro del Moisant International Aviators de exhibiciones acrobáticas, como pasajero.
El 17 de agosto de 1910, realizó el primer vuelo con un pasajero a través del Canal de la Mancha. Sus pasajeros en el vuelo eran Albert Fileux, su mecánico, y su gata, Mademoiselle Fifi. Esta hazaña fue el sexto viaje como piloto de Moisant.

### Acontecimientos competitivos

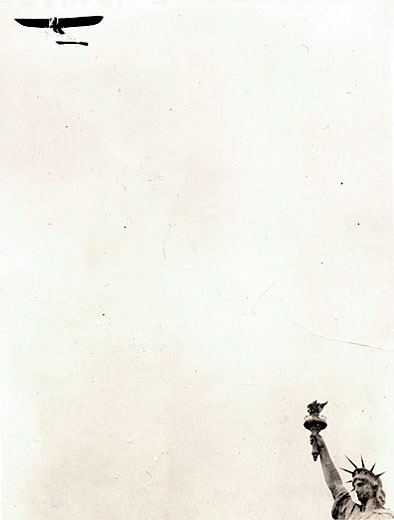
Moisant sobrevuela la Estatua de la Libertad en su Blériot XI compitiendo en el Torneo Internacional Belmont de Aviación, el 30 de octubre de 1910.

En el Torneo Internacional de Aviación en Belmont Park, Nueva York, John Moisant voló su Blériot XI alrededor de un globo marcador a 10 millas (16 kilómetros) de distancia y regresó al circuito en tan solo 39 minutos, ganando un premio de $850. Después de esta competición inicial, Moisant chocó su Blériot sin frenos contra otro avión mientras aterrizaba, volcando, pero las reparaciones se completaron a tiempo para el siguiente evento. El 30 de octubre de 1910, en el mismo espectáculo,  compitió en una carrera volando alrededor de la Estatua de la Libertad. Ganó la carrera, superando a Claude Grahame-White, un aviador británico, por 42,75 segundos. Sin embargo, más tarde fue descalificado porque los funcionarios determinaron que había empezado tarde. El premio de $10.000 fue entregado al conde Jacques de Lesseps no a Grahame-White, porque este había cometido faltas durante la carrera.
El 30 de diciembre de 1910, en Nueva Orleans, corrió con su Blériot XI cinco millas (ocho kilómetros) contra un automóvil Packard, pero perdió.

### Empresa: Moisant International Aviators

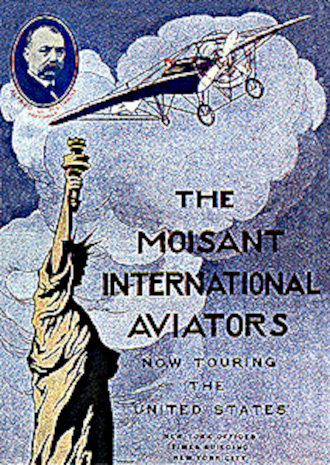
Moisant international Aviators, cartel.

Con su hermano, Alfred Moisant, fundó la Moisant International Aviators, un equipo de acrobacias aéreas que actuó por los Estados Unidos, México, y Cuba. Inicialmente, John Moisant era uno de los pilotos en las exhibiciones, junto con Charles K. Hamilton, Rene Simon, Rene Barrier, J.J. Frisbie, C. Audemars, y Roland Garros.

## Muerte

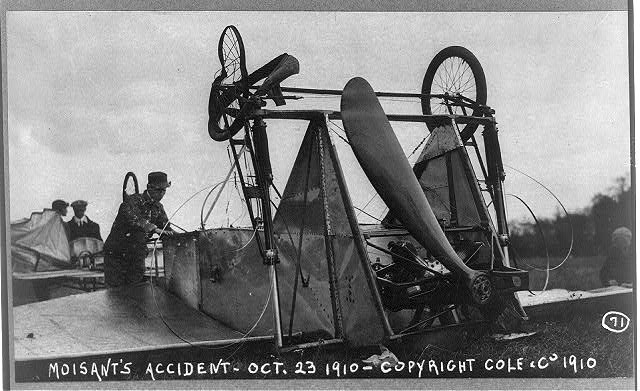
Una fotografía del avión de Moisant volcado tras un choque aterrizando el 23 de octubre de 1910.

Moisant falleció la mañana del 31 de diciembre de 1910 en un accidente aéreo cerca de Harahan, Luisiana. Estaba haciendo un vuelo preparatorio en su intento de ganar la Copa Michelin 1910 y su premio de $4.000 por el vuelo sostenido más largo del año. Mientras intentaba aterrizar en el aeródromo de Harahan, localizado aproximadamente a 4 millas (6,4 kilómetros) de los límites de la ciudad de Nueva Orleans, Moisant fue atrapado por una ráfaga de viento y lanzado fuera de su monoplano Blériot XI a la vista de una multitud de espectadores. Cayó desde aproximadamente 25 pies (siete metros) y se estrelló de cabeza contra el suelo, rompiéndose el cuello. Aparentemente aun con vida, el cuerpo de Moisant fue colocado apresuradamente en un vagón de ferrocarril cercano y conducido a la ciudad, donde fue declarado muerto. El accidente más tarde se atribuyó a una "pérdida del equilibrio causada por una carga extra de gasolina, colocada a bordo del avión para el largo vuelo de resistencia." Su amigo también aviador Arch Hoxsey murió el mismo día en un accidente similar en Los Ángeles.
John Moisant fue enterrado en el Valhalla Memorial Park Cemetery en Los Ángeles, California. Su cuerpo más tarde fue trasladado al Portal of Folded Wings Shrine to Aviation, también en Los Ángeles.

## Legado
John Moisant fue uno de los primeros en abogar por los monoplanos de alas fijas. Además, creía en el potencial del uso de aviones en los conflictos armados.
El espectáculo acrobático de Moisant fue de los primeros en la aviación, y contribuyó a la introducción de los aviones en los Estados Unidos.

### Cessna
Entre las personas influidas por las populares exhibiciones de Moisant en la época pionera de la aviación estuvo Clyde Cessna, que vio el espectáculo del equipo Moisant en 1911 en Oklahoma City. Cessna ayudó a desensamblar y ensamblar y luego volver a desensamblar y embalar, un monoplano Blériot XI utilizado en el espectáculo. De su memoria de aquella actividad, Cessna construyó su primer avión— el primer avión construido y volado exitosamente en las Grandes Llanuras por un residente... y el primero de centenares de miles de aviones, en todo el mundo, que llevarían el nombre  "Cessna".
Cessna se convertiría en uno de los primeros en los Estados Unidos en defender los monoplanos, apoyando el concepto de Moisant entonces polémico.
Según algunos relatos históricos (se dice que más tarde discutidos por el mismo Cessna), Cessna fue a la Queen Aeroplane Company en Nueva York, y trabajó en su fábrica un mes, aprendiendo el arte de la construcción de monoplanos tipo Bleriot. Según estas historias, cuando Moisant falleció, Cessna compró un fuselaje Queen/Bleriot que se estaba ensamblando en la fábrica Queen para Moisant— y que se convertiría en la base para el primer avión de Cessna.

### Moisant Field
El aeropuerto internacional de Nueva Orleans, Luisiana fue originalmente denominado Moisant Field en su honor, aunque después fue rebautizado Louis Armstrong New Orleans International Airport. El aeropuerto conserva su identificador "MSY", que se cree deriva de "Moisant Stock Yards" y está localizado en los suburbios de Kenner, a solo unas millas del campo donde ocurrió el accidente fatal de Moisant.